# Voennomorski sili na Bălgarija
La Voennomorski sili na Bǎlgarija (bulgaro: Военноморски сили на България) è la marina militare della Bulgaria. Nella recente riforma dello strumento militare bulgaro, al fine di adeguarsi agli standard NATO la marina militare è stata trascurata a causa degli eccessivi costi previsti e il valore strategicamente trascurabile dato a tale componente dai vertici politici. Per questo motivo tre dei quattro sottomarini sono attualmente o sono stati per un lungo periodo fuori servizio. La flotta attualmente prevede una aliquota di fregate, corvette, motocannoniere missilistiche e cacciamine. I suoi compiti istituzionali sono di pattugliare i 350 km di costa sul Mar Nero ed assicurare la ricerca e soccorso nelle acque di sua competenza.

## Storia
La marina militare bulgara moderna non è mai stata una forza navale imponente, ed è sempre stata dotata di unità navali leggere. Durante i primi decenni del Novecento era una forza piccola, destinata principalmente alla difesa costiera, e poteva allineare sei moderne torpediniere da 100 t costruite in Francia dalla Schneider-Creusot, (Drazki, Smeli, Hrabri, Shumni, Letyashti e Strogi) entrate in servizio tra il 1905 ed il 1908, che comunque bastavano ad impegnare la flotta ottomana nel controllo delle rotte mercantili del Mar Nero, ed una cannoniera (la Nadežda) risalente al 1898. Allo scoppio della seconda guerra mondiale quattro delle sei torpediniere erano ancora, sebbene obsolete, in grado di assolvere compiti di pattugliamento.
Dopo l'entrata della Bulgaria nel patto di Varsavia la flotta venne incrementata a 4 sottomarini della classe Romeo (localmente conosciuti come classe Pobeda), 6 battelli missilistici veloci di classe Osa, 2 fregate della classe Riga, 5 corvette della classe Poti, 6 motosiluranti, 9 pattugliatori, 30 cacciamine di varie classi sempre costruite in URSS e 21 navi da trasporto tra le quali 2 della classe Polnocny costruite in Polonia. Allo scioglimento del patto di Varsavia le unità vennero lasciate progressivamente in disarmo a causa delle restrizioni di bilancio e con l'entrata della Bulgaria nella NATO sono state acquistate altre unità, alcune di fabbricazione occidentale e altre moderne unità di costruzione russa. L'ultimo sottomarino è stato radiato nel novembre 2011.
La marina bulgara è composta soprattutto di navi di tipo sovietico, nello svolgimento degli sforzi di modernizzazione, la marina bulgara ha acquistato 3 fregate usate dal Belgio dalla classe Wielingen e nel 2007 aveva siglato un contratto con la francese DCN per l'acquisto di 4 corvette Gowind Combat o Gowind 200, l'ordine è stato però poi cancellato nel 2009.

## Flotta

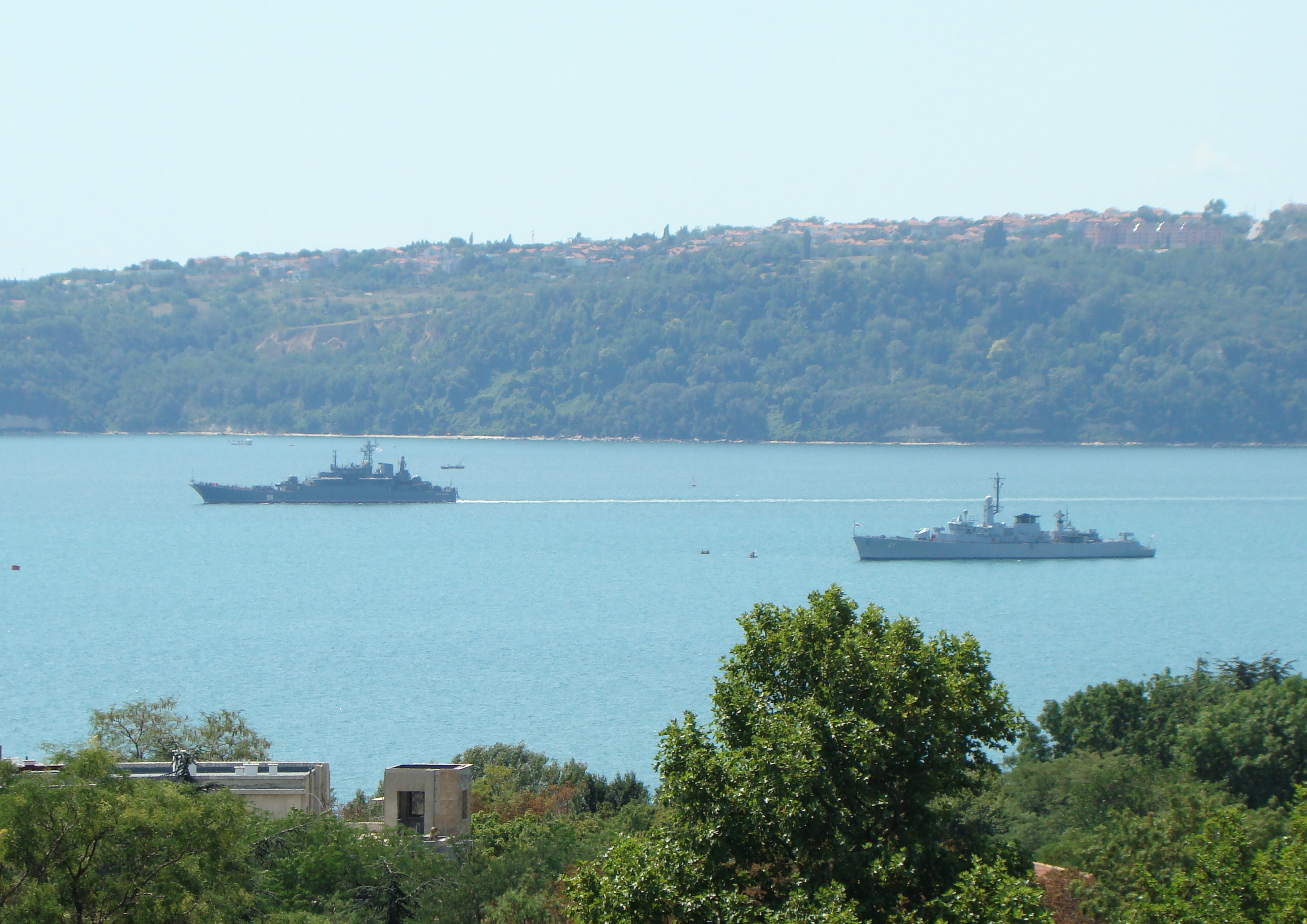
La flotta bulgara a Varna

| Fregate                    | Fregate           | Fregate                                                                           | Fregate                    | Fregate      | Fregate                             | Fregate                                    |
| Immagine                   | Classe            | Unità                                                                             | Tipo                       | Dislocamento | EIS                                 | Note                                       |
| -------------------------- | ----------------- | --------------------------------------------------------------------------------- | -------------------------- | ------------ | ----------------------------------- | ------------------------------------------ |
|                            | Classe Wielingen  | Drăzki (Дръзки)-41 Verni (Верни)-42 Gordi (Горди)-43                              | Fregata                    | 2200 t       | 1977 (2005) 1976 (2008) 1975 (2009) | Provenienti dalla Marina Militare Belga    |
|                            | Classe Koni       | Smeli (Смели)-11                                                                  | Fregata                    | 1600 t       | 1975                                |                                            |
| Corvette                   |                   |                                                                                   |                            |              |                                     |                                            |
| Immagine                   | Classe            | Unità                                                                             | Tipo                       | Dislocamento | EIS                                 | Note                                       |
|                            | Classe Pauk       | Rešitelni (Решителни)-13 Bodri (Бодри)-14                                         | Corvetta                   | 475 t        | 1980 (1990) 1980 (1991)             | Provenienti dalla Marina Militare Russa    |
|                            | Classe Tarantul   | Mălnija (Мълния)-101                                                              | Corvetta                   | 455 t        | 1980 (1989)                         | Proveniente dalla Marina Militare Russa    |
| Cacciamine                 |                   |                                                                                   |                            |              |                                     |                                            |
| Immagine                   | Classe            | Unità                                                                             | Tipo                       | Dislocamento | EIS                                 | Note                                       |
|                            | Classe Tripartite | Tsibar (Цибър)-32                                                                 | Cacciamine                 | 605 t        | 1989 (2009)                         | Provenienti dalla Marina Militare Belga    |
|                            | Classe Sonya      | Briz (Бриз)-61 Shkval (Шквал)-62 Priboi (Прибой)-63                               | Dramgamine                 | 460 t        | 1981 1983                           | Provenienti dalla Marina Militare Russa    |
| Motocannoniere             |                   |                                                                                   |                            |              |                                     |                                            |
| Immagine                   | Classe            | Unità                                                                             | Tipo                       | Dislocamento | EIS                                 | Note                                       |
|                            | Classe Osa        | К-н л-т Кирил Минков-53 К-н л-т Евстати Винаров-55 К-н І ранг Димитър Паскалев-56 | Motocannoniera             | 185 t        | 1991                                |                                            |
| Navi salvataggio subacqueo |                   |                                                                                   |                            |              |                                     |                                            |
| Immagine                   | Classe            | Unità                                                                             | Tipo                       | Dislocamento | EIS                                 | Note                                       |
|                            | Classe Proteo     | Proteo (Протео)-224                                                               | Navi salvataggio subacqueo | 2048 t       | 1951 (2004)                         | Proveniente dalla Marina Militare Italiana |

## Mezzi Aerei
| Aeromobile                       | Origine | Tipo                 | Versione (denominazione locale) | In servizio (2024) | Note | Immagine |
| Elicotteri                       |         |                      |                                 |                    | |          |
| Eurocopter AS 565 Panther        | Francia | elicottero imbarcato | AS 565MB                        | 2                  | 3 AS 565MB consegnati. un esemplare è andato perso il 9 giugno 2017.                                                                                    |          |
| Airbus Helicopters AS365 Dauphin | Francia | elicottero imbarcato | AS 365N3+                       | 1                  | 1 AS 365N3+ di seconda mano è stato acquistato per sostituire uno dei Panther perso, e messo in servizio a dicembre 2019 dopo essere stato revisionato. |          |